# Convento de Santiago de Moncalvo
El convento de Santiago de Moncalvo de Acebo (Cáceres) es un antiguo convento franciscano ubicado inicialmente en el Cerro de Moncalvo y posteriormente en la Huerta del Fraile de Acebo.
Originariamente era un antiguo convento de monjas en el cerro de Moncalvo del cual se tiene la primera constancia en 1517. Posteriormente, las monjas abandonaron ese convento y se hizo cargo de él una comunidad de frailes de la Tercera Orden Regular franciscana. En 1587 los frailes terciarios fueron obligados a entregar el convento a los franciscanos observantes, pero para entonces el edificio estaba en ruinas. Los franciscanos observantes trasladaron el convento al lugar de la antigua ermita del Espíritu Santo cerca del núcleo de Acebo el 4 de noviembre de 1595. Allí se edificó un nuevo edificio con iglesia, refectorio, portería, huerta y varios dormitorios.
El convento llegó a contar con 18 frailes a comienzos del siglo XVIII, pero a partir de ese momento su número descendió progresivamente. A comienzos del siglo XIX el edificio estaba muy deteriorado. El convento fue cerrado el 21 de mayo de 1821 a causa de la Ley sobre monasterios y conventos de 25 de octubre de 1820, pero los frailes volvieron a ocuparlo después del Trienio Liberal (1820-1823). Fue suprimido definitivamente por los decretos de exclaustración de 1835.